# Église de Längelmäki
L'église de Längelmäki (finnois : Längelmäen kirkko) est  une église luthérienne construite à Orivesi en Finlande.

## Description
Cette église est construite en bois.